# Pietra di Bismantova
Pietra di Bismantova je skalní suk v italské provincii Reggio Emilia poblíž obce Castelnovo ne' Monti. Hora o výšce 1041 metrů nad mořem je součástí Apenin a vypíná se do výše asi 300 metrů nad okolní krajinu. Z geologického hlediska se jedná o pozůstatek dávného mořského dna z vápenné horniny, v němž se nacházejí zkameněliny miocenních živočichů typických pro teplá moře. Archeologové zde nalezli pozůstatky pravěkého lidského osídlení, v 5. století zde Byzantinci vystavěli již nedochovanou pevnost. Horu zmiňuje i Dante Alighieri v Očistci. Pietra di Bismantova je přírodní rezervací a využívají ji horolezci.